# HD 154204
HD 154204，又名BD-20 4627，SAO 184999、HR 6340，是一颗恒星，视星等为6.3，位于銀經1.91，銀緯12.39，其B1900.0坐标为赤經16h 58m 49.8s，赤緯-20° 12.39′ 15″。